# USL W-League
Ne doit pas être confondu avec la A-League Women, anciennement appelée W-League, ni avec la USL W League, nouvelle version de la compétition à partir de 2023.

Ancien logo de la ligue

Ancien logo de la ligue

La W-League est un championnat de soccer féminin aux États-Unis et au Canada ayant existé entre 1995 et 2015. Elle fait partie de la United Soccer Leagues (USL), organisation regroupant plusieurs ligues de soccer telles que la USL Pro et le Premier Development League.
En 2012, après la disparition de la Women's Professional Soccer (WPS), la W-League est considéré comme le plus haut niveau de la pyramide du soccer féminin nord-américain, aux côtés de la WPSL Elite League. Après la suspension des activités de la WPS, la W-League (par le biais de ses 30 équipes locales) met sous contrat, pour la saison 2012, de nombreuses joueuses anciennes professionnelles de la WPS. La ligue met fin à ses activités en 2015 et est remplacée par la United Women's Soccer.
En 2021, elle annonce son retour pour 2022.

## Historique de la ligue
Les origines de la W-League remontent à 1995, sous le nom de United States Interregional Women's League. Cela en fait la ligue de soccer féminin la plus ancienne en Amérique du Nord . De 1995 à 1997, la W-League avait un classement à palier unique (toutes les équipes étaient classés dans la même ligue). Ce type de classement a changé pour la saison 1998 : la W-League est devenue une organisation à deux ligues avec relégation et promotion (comme les ligues européennes) avant de revenir à un format de ligue unique dans la saison 2002 où il n'y a pas de système de relégation-promotion.
Pour la saison 2012, le championnat féminin de la W-League compte 30 équipes, réparties en trois conférences, dont huit formations sont canadiennes.
À un autre niveau, la W-League entretient une collaboration étroite avec les ligues inférieures de soccer en ce qui concerne le développement des jeunes filles : la Super Y-League (garçons et filles U-13, U-14, U-15, U-16 et U-17) et la Super League-20 (garçons et filles U18, U19 et U20). Cette structure pyramidale permet le développement des joueuses, depuis leur début en Super Y-League, puis vers la Super-20, jusqu'à la W-League. Plusieurs clubs de la United Soccer Leagues possèdent des équipes de réserve en Super Y-League et en Super League-20.

## Fonctionnement

### Jusqu'en 2015
La saison en W-League est courte : elle débute en avril avec les camps d'entraînement pré-saison et se termine en début d'août lors d'un long week-end où sont organisées les finales du championnat. En outre, cette courte saison complète durant l'été l'expérience des joueuses dans la National Collegiate Athletic Association et dans le Sport interuniversitaire canadien . Les 2 associations (NCAA et CIS-SIC) étant en relâche scolaire au cours de la saison estivale. De plus la courte saison estivale de la W-League offre la possibilité pour des joueuses de d'autres pays de venir jouer quelques mois aux États-Unis et au Canada.
Chaque équipe joue 14 matchs durant la saison régulière, à l'intérieur de sa division, (ou de sa conférence pour les équipes de la Conférence ouest). Les joueuses jouent en moyenne deux matchs chaque semaine. C'est une saison comprimée sur les mois de mai, juin et juillet. La saison se termine par des séries éliminatoires. Le championnat de la ligue est alors décidé lors d'un tournoi de championnat tenu fin juillet ou début août, auquel participent quatre équipes :
- le champion de la saison régulière de la saison au classement de toutes les équipes (meilleure fiche des trois conférences),
- l'équipe championne de chacune des 3 conférences, déterminée par des séries éliminatoires dans chacune des conférences.

### À partir de 2022
La saison de W-League s'aligne sur le calendrier de la League Two, la saison commençant en mai avec des phases finales fin juillet.

## Équipes
Beaucoup d'équipes de la W-League ont disparu au fil des années. Au début de l'existence de la ligue, dans l'intersaison 1996-1997, plusieurs équipes de la Conférence de l'ouest ont quitté la W-League pour fonder une autre ligue, la Women's Premier Soccer League (WPSL). Plusieurs de ces équipes féminines étaient mécontentes des décisions de la W-League. Puis au cours des dernières années, il y eut de nombreuses équipes W-League qui ont fermé faute de ressources financières adéquates.
La dernière crise économique aux États-Unis a fait perdre à la W-League plus de treize équipes durant l'intersaison 2009-2010. Plusieurs équipes ont cessé leurs activités définitivement mais quelques-unes ont réorienté leurs activités vers un statut amateur des joueuses et vers des coûts moins élevés de fonctionnement, ceci en adhérant à la Women's Premier Soccer League (WPSL). De façon plus globale, les anciennes équipes W-League sont:

## Palmarès
| Saison   | Champion                    |
| -------- | --------------------------- |
| 1995     | Long Island Lady Riders     |
| 1996     | Maryland Pride              |
| 1997     | Long Island Lady Riders     |
| 1998 W-1 | Raleigh Wings               |
| 1998 W-2 | Fort Collins Force          |
| 1999 W-1 | Raleigh Wings               |
| 1999 W-2 | North Texas F.C.            |
| 2000 W-1 | Chicago Cobras              |
| 2000 W-2 | Springfield Sirens          |
| 2001 W-1 | Boston Renegades            |
| 2001 W-2 | Charlotte Lady Eagles       |
| 2002     | Boston Renegades            |
| 2003     | Hampton Roads Piranhas      |
| 2004     | Whitecaps de Vancouver      |
| 2005     | Wildcats du New Jersey      |
| 2006     | Whitecaps de Vancouver      |
| 2007     | Washington Freedom          |
| 2008     | Pali Blues                  |
| 2009     | Pali Blues                  |
| 2010     | Buffalo Flash               |
| 2011     | Atlanta Silverbacks         |
| 2012     | Fury d'Ottawa               |
| 2013     | Pali Blues                  |
| 2014     | Los Angeles Blues           |
| 2015     | Washington Spirit (réserve) |